# Keldby Kirke
Keldby Kirke är en kyrka som ligger i byn Keldby på Møn.

## Kyrkobyggnaden
I sin nuvarande form består kyrkan av ett långhus med rakt kor i öster och torn i väster. Öster om koret finns en vidbyggd sakristia.
Ursprungliga kyrkan uppfördes under första hälften av 1200-talet. Omkring år 1480 försågs kyrkorummet med tegelvalv och vid slutet av 1400-talet dekorerades kyrkorummet med kalkmålningar av Elmelundemästaren. Kyrktornet med trappgavlar tillkom omkring år 1500. Den lilla sakristian öster om koret byggdes till omkring år 1700.

## Inventarier
- En dopfunt av granit i romansk stil består av två delar.
- Ett altarskåp är från början av 1500-talet.
- Predikstolen är daterad till år 1586.

## Galleri

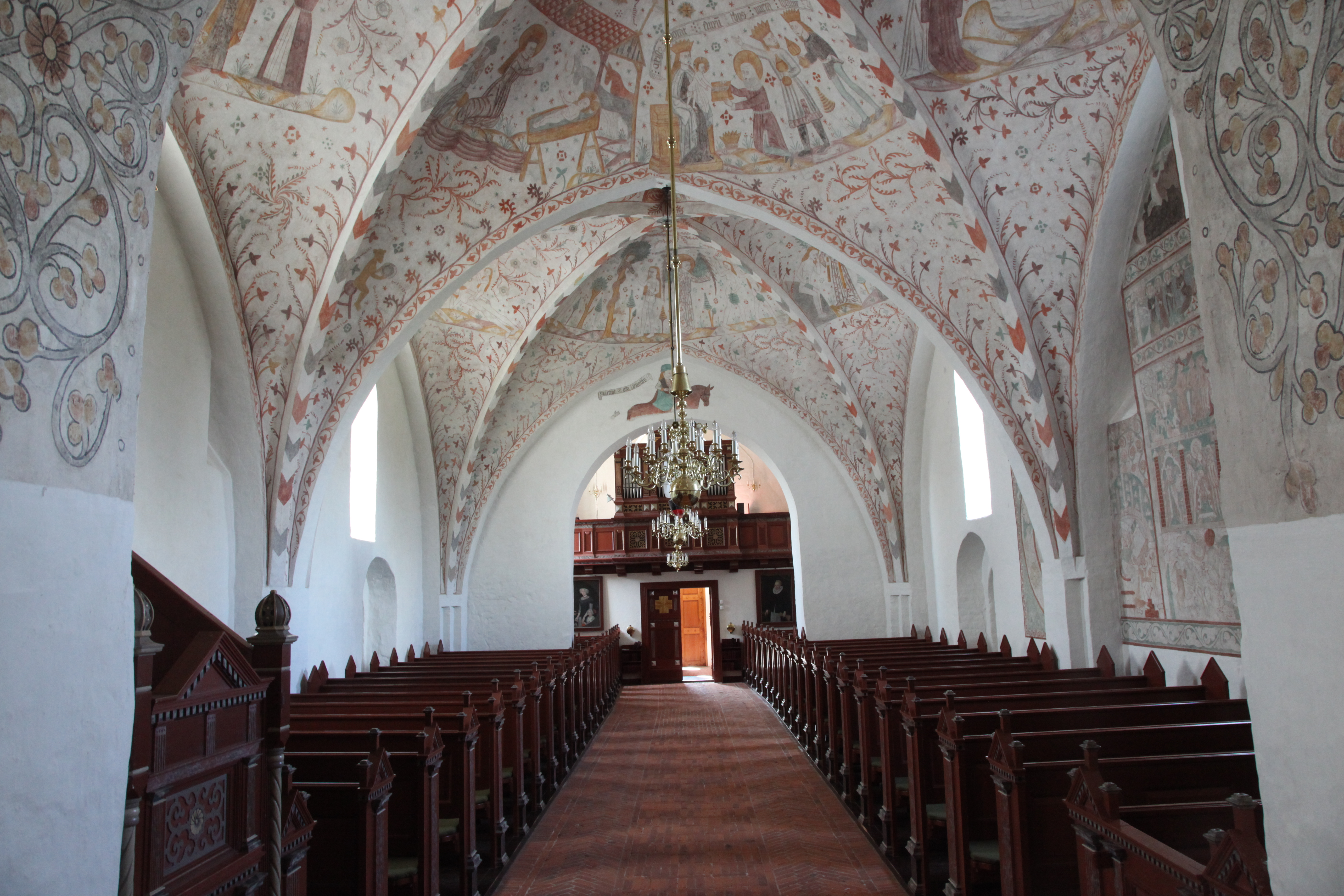
Kyrkorum mot väster
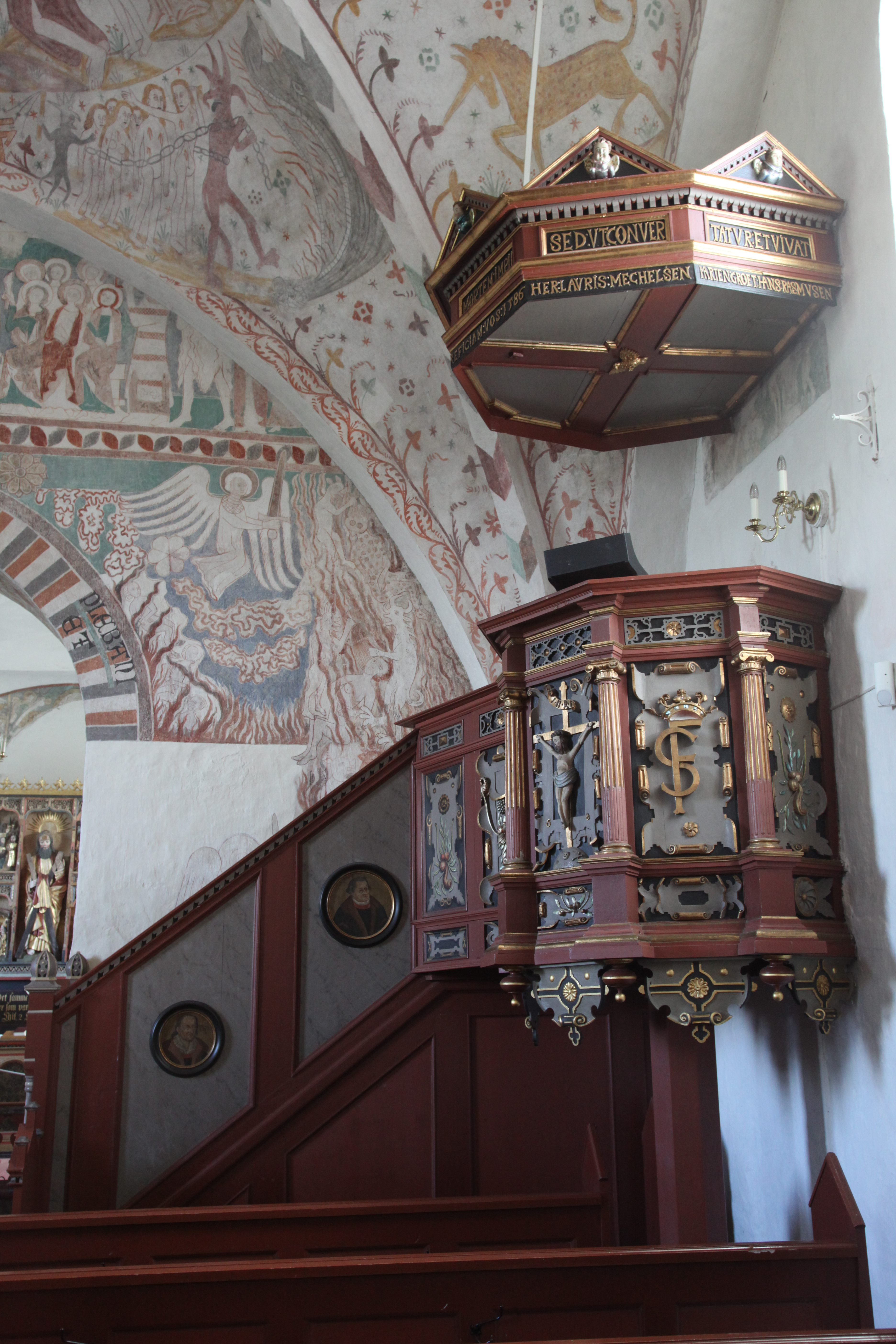
Predikstol
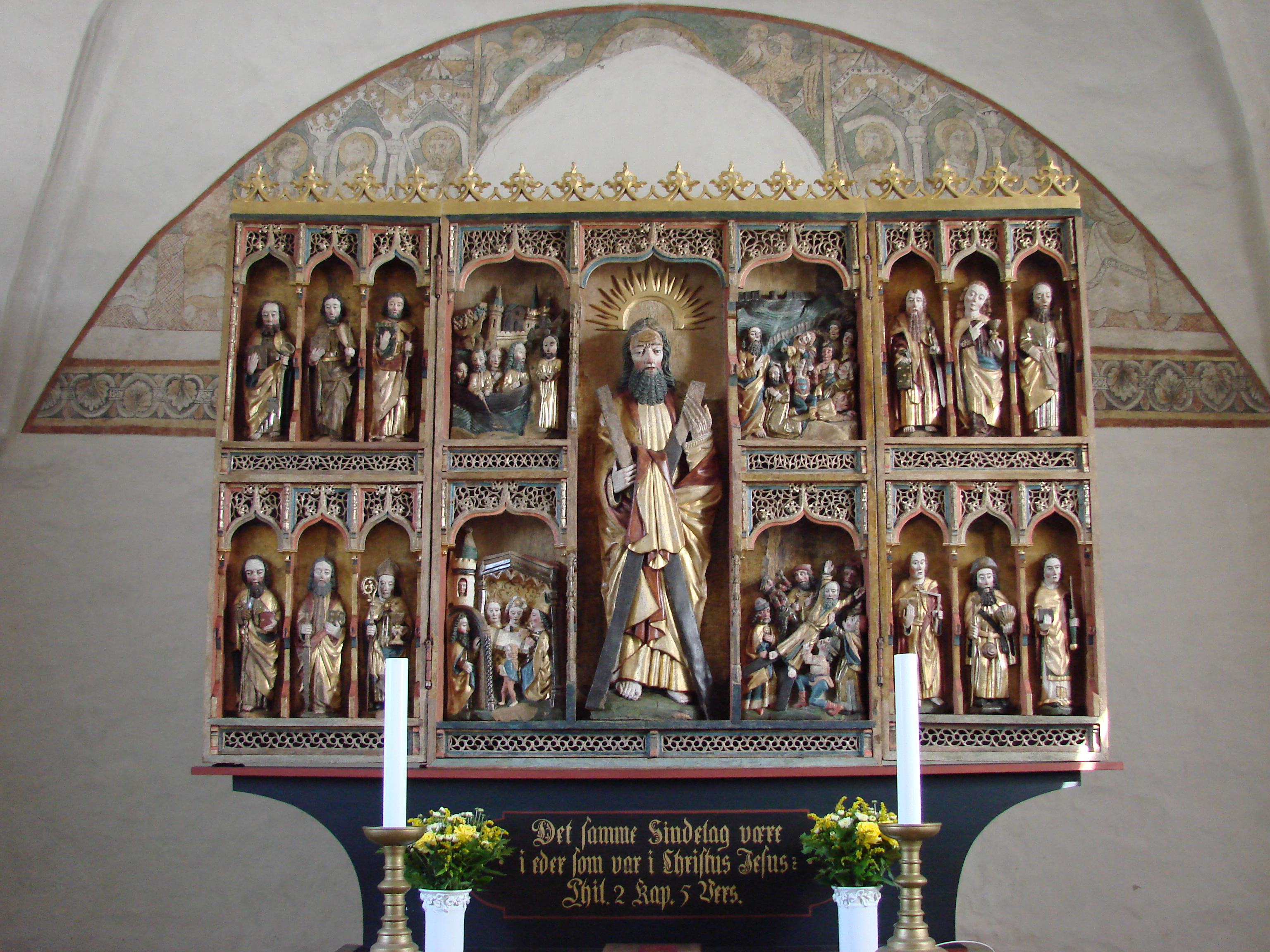
Altarskåp
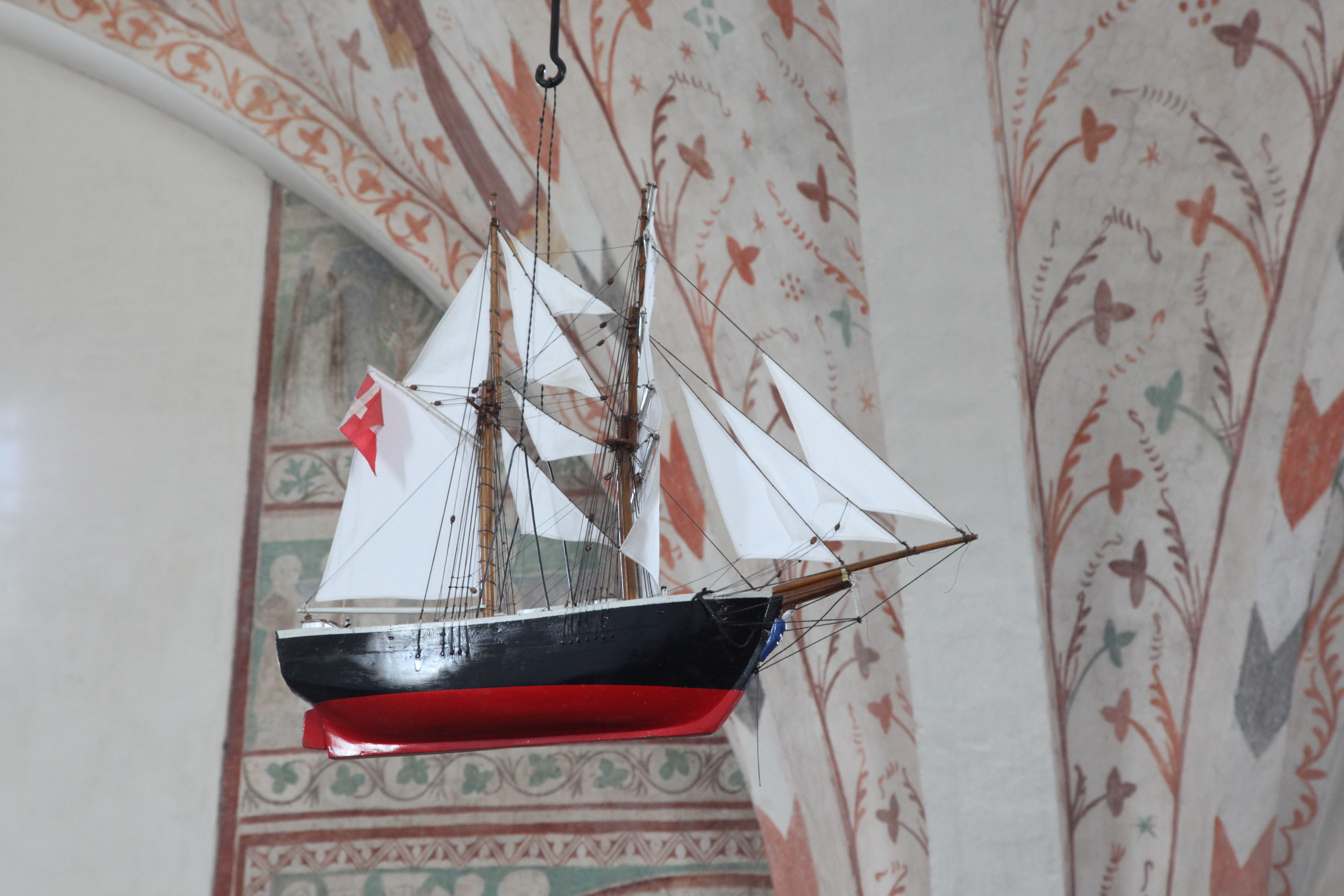
Votivskepp